# Primula lilacina
Primula lilacina är en viveväxtart som beskrevs av Adrian John Richards. Primula lilacina ingår i släktet vivor, och familjen viveväxter. Inga underarter finns listade i Catalogue of Life.